# Madeleine Schlumberger
 Madeleine Schlumberger, Künstlername: Marie d'ailleurs („Marie von Anderswo“) (* 1900 im Elsass; † 1981), war eine französische Malerin.

## Werk
Sie schuf Gemälde, Collagen und Manuskripte sowie Miniaturszenen, „Traumkästen“ („Boîtes à rêves“) genannt, die sie aus alten Gegenständen im Laufe von Jahrzehnten zusammensetzte. Zwei Museen haben ihr einen eigenen Raum gewidmet:
- Das Alexis-Forel-Museum in Morges in der Schweiz richtet den ihr gewidmeten Raum im Jahr 2006 ein, in dem u. a. ein Kuriositätenkabinett, Wohnstuben aus alter Zeit und das Theater Ludwigs II. von Bayern ausgestellt sind.

- Das Paul-Delouvrier-Museum, welches im Jahr 2007 öffnete, befindet sich in der Kathedrale von Evry (Architekt: Mario Botta) bei Paris. Sein Hauptgegenstand ist die Frömmigkeit des einfachen Volkes.

## Publikationen
- Fritz et Caroline, une chronique alsacienne, 2005
- Histoire de trois petites filles, 2006
- D'une demeure, d'une Dame et d'un serviteur, 2007
- Inventaire sentimental, (extraits) 2006